# Chāqqar
Chāqqar (persiska: چاقَر, چاقّر, Chāqar) är en ort i Iran.   Den ligger i provinsen Markazi, i den centrala delen av landet, 190 km sydväst om huvudstaden Teheran. Chāqqar ligger 2 039 meter över havet och antalet invånare är 229.
Terrängen runt Chāqqar är kuperad norrut, men söderut är den platt.Runt Chāqqar är det glesbefolkat, med 20 invånare per kvadratkilometer. Närmaste större samhälle är Shotorīyeh, 14,5 km sydväst om Chāqqar. Trakten runt Chāqqar består i huvudsak av gräsmarker.